# 沉默

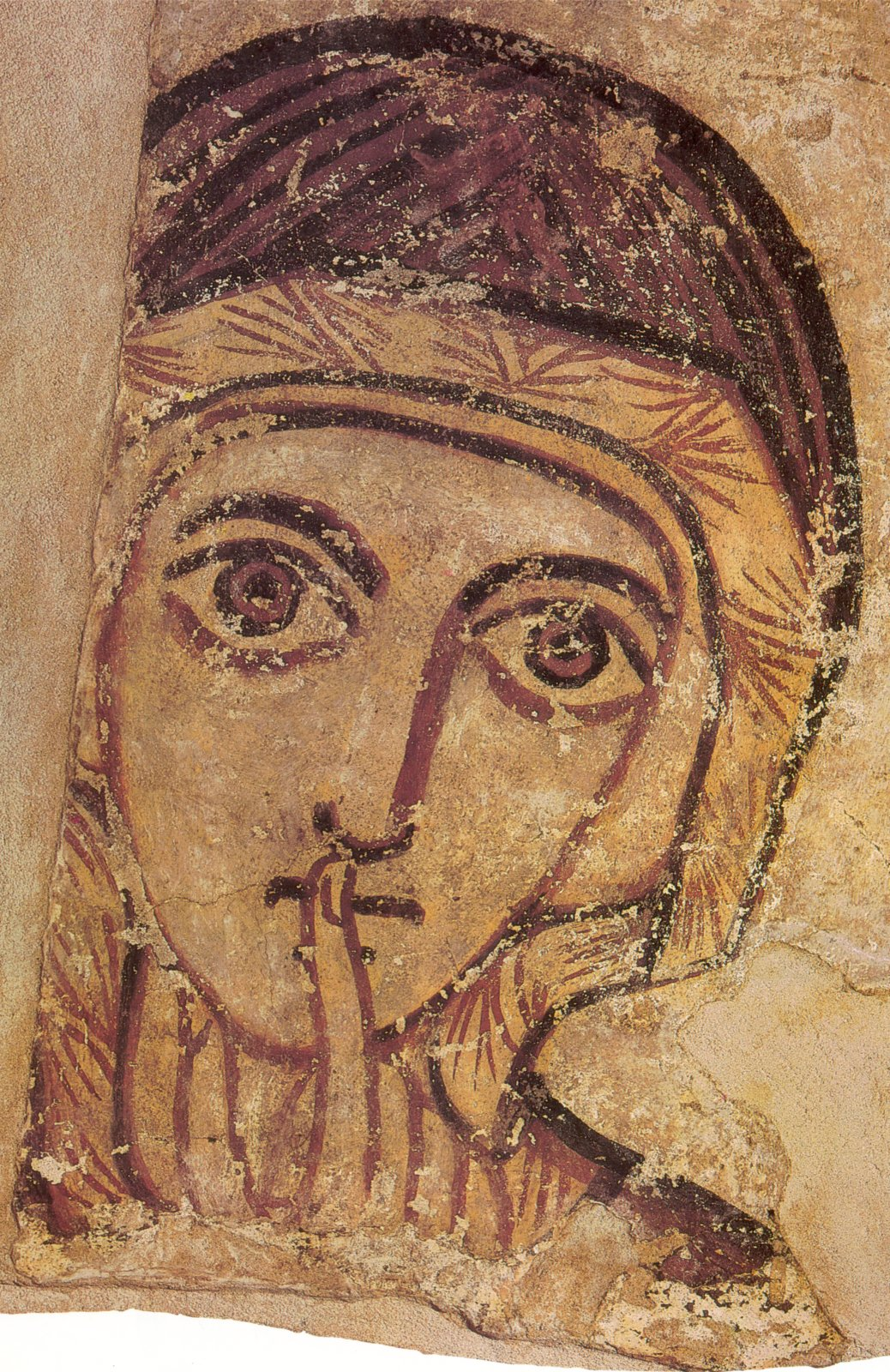
華沙國家博物館展示8世紀的科普特人。

沉默（法語：Silence）是缺乏聽得見聲音，或者是存在感非常低的聲音。「沉默」這個詞語也可以指缺乏任何溝通或聽覺，包括言語及音樂以外所接觸的媒體，以此類推。
沉默也可以用作總體的通訊，可參考非語言溝通和精神聯繫。沉默也可指出任何人在室內或者有範圍的區域沒發出發音。比如在儀式中，沉默是許多文化場面的重要因素。

## 外部連結
- 维基语录上有关silence的语录
- 维基词典中的词条「taciturn」